# Виктория Принсипал
Вижте пояснителната страница за други личности с името Виктория.
Виктория Рий Принсипал (на английски: Victoria Principal) е актриса от американски произход, въпреки че е родена в Япония на 3 януари 1950 г. Сменила е 17 различни училища по целия свят поради работата на родителите си. Най-известна е с ролята си на Памела Юинг в дългогодишния сериал „Далас“, където играе от 1978 до 1987 година.
Притежава своя собствена козметична линия, а освен това е и продуцент. Има написани три книги за грижите за красотата и външния вид, последната от която издава през 2001. Виктория е била Мис Маями през 1969 година.
Била е омъжена за Кристофър Скинер, а сега е съпруга на пластичния хирург Хари Гласмън. Имала е връзки с Франк Синатра и Анди Гиб през 70-те и 90-те години.

## Избрана филмография
| година | филм                                    | оригинално заглавие                  | роля      | режисьор    |
| ------ | --------------------------------------- | ------------------------------------ | --------- | ----------- |
| 1972   | Животът и времената на съдията Рой Бийн | The Life and Times of Judge Roy Bean | Лошия Боб | Джон Хюстън |

## Книги
- The Body Principal.   New York, Simon and Schuster, 1983.
- The Beauty Principal. New York: Simon and Schuster, 1984; ISBN 0-671-49643-3.
- The Diet Principal. New York: Simon and Schuster, 1987; ISBN 0-671-53082-8.
- Living Principal: Looking and Feeling your Best at Every Age. New York: Villard, 2001; ISBN 0-375-50488-5.